# Округ Калуш
О́круг Ка́луш (нем. Bezirk Kałusz, Калушский уезд, пол. Powiat kałuski, укр. Калуський повіт) — административная единица коронной земли Королевства Галиции и Лодомерии в составе Австро-Венгрии, существовавшая в 1867—1918 годах. Административный центр — Калуш.
Площадь округа в 1879 году составляла 11,1237 квадратных миль (640,06 км2), а население 62 212 человек. Округ насчитывал 68 поселения, организованные в 60 кадастровых муниципалитетов. На территории округа действовало 2 районных суда — в Калуше и Войнилове.
После Первой мировой войны округ вместе со всей Галицией отошёл к Польше.